# Фіаху Фіннолах
Фіаха Фіндолайд — він же: Фіаху Фіннолах (давньоірл. Fíachu Finnolach) — верховний король Ірландії. Роки правління: 28 — 55 рр. н. е. (згідно з «Історією Ірландії» Джеффрі Кітінга) або 36 — 39 рр. н. е. (згідно з «Хроніками Чотирьох Майстрів»). Прийшов до влади після вбивства свого попередника — верховного короля Ірландії Фіатаха Фінна (ірл. — Fíatach Finn). Правив або п'ятнадцять, або сімнадцять, або двадцять сім років, або всього чотири роки (за різними джерелами). Після цих років відносно спокійного правління він був вбитий разом зі своїм оточенням — тодішньою ірландською аристократією — вождями племен і всальними королями в результаті повстання або змови. Заколот підняло якесь плем'я іноземного походження назву племені (туат) — айхех — можна просто перекласти як «іноземці». Повстання очолив або Елім мак Конрах (ірл. — Elim mac Conrach) або Кайбре Кінхайт — Кайбре Котяча Голова (ірл. — Cairbre Cinnchait) — за різними джерелами. Під час заколоту його дружина Ейхне чи Ехьне (ірл. — Eithne), що була дочкою короля Алби (Каледонії — нинішньої Шотландії) була вагітною і зуміла втекти в королівство Алба (нинішня Шотландія)— на човні за море разом зі своїми прибічниками.